# A Taxi epizódjainak listája
Ez a cikk a Taxi című sorozat epizódjait tartalmazza.

## Évadáttekintés
| Évad | Évad | Részek száma | Részek száma | Eredeti sugárzás     | Eredeti sugárzás | Eredeti adó |
| Évad | Évad | Részek száma | Részek száma | Évadbemutató         | Évadzáró         | Eredeti adó |
| ---- | ---- | ------------ | ------------ | -------------------- | ---------------- | ----------- |
|      | 1.   | 22           | 22           | 1978. szeptember 12. | 1979. május 15.  | ABC         |
|      | 2.   | 24           | 24           | 1979. szeptember 11. | 1980. május 13.  | ABC         |
|      | 3.   | 20           | 20           | 1980. november 19.   | 1981. május 21.  | ABC         |
|      | 4.   | 24           | 24           | 1981. október 18.    | 1982. május 6.   | ABC         |
|      | 5.   | 24           | 24           | 1982. szeptember 30. | 1983. június 15. | NBC         |

## Epizódok

### 1. évad (1978–1979)
| Sor. | Év. | Cím                                                                                                 | Rendező       | Író                                                          | Premier              |
| ---- | --- | --------------------------------------------------------------------------------------------------- | ------------- | ------------------------------------------------------------ | -------------------- |
| 1.   | 1.  | Amilyen az apa, olyan a lánya (Like Father, Like Daughter)                                          | James Burrows | James L. Brooks, Stan Daniels, David Davis és Ed. Weinberger | 1978. szeptember 12. |
| 2.   | 2.  | Tony, a boxoló (One-Punch Banta)                                                                    | James Burrows | Earl Pomerantz                                               | 1978. szeptember 19. |
| 3.   | 3.  | Vakrandi (Blind Date)                                                                               | James Burrows | Michael Leeson                                               | 1978. szeptember 26. |
| 4.   | 4.  | Na, milyen tehetséges vagyok? (Bobby's Acting Career)                                               | James Burrows | Ed. Weinberger és Stan Daniels                               | 1978. október 3.     |
| 5.   | 5.  | Gyere, de ne úgy (Come as You Aren't)                                                               | James Burrows | Glen Charles és Les Charles                                  | 1978. október 10.    |
| 6.   | 6.  | Tuti szöveg (The Great Line)                                                                        | James Burrows | Earl Pomerantz                                               | 1978. október 17.    |
| 7.   | 7.  | Osztálytalálkozó (High School Reunion)                                                              | James Burrows | Sy Rosen                                                     | 1978. október 24.    |
| 8.   | 8.  | Névházasság (Paper Marriage)                                                                        | James Burrows | Történet: Barton Dean Tévéjáték: Glen Charles és Les Charles | 1978. október 31.    |
| 9.   | 9.  | Pénzügyi gondok (Money Troubles)                                                                    | James Burrows | Earl Pomerantz                                               | 1978. november 14.   |
| 10.  | 10. | Micsoda vad dolog (Men Are Such Beasts)                                                             | James Burrows | Ed. Weinberger és Stan Daniels                               | 1978. november 21.   |
| 11.  | 11. | Az a nyolc-nulla-négyes 1. rész (Memories of Cab 804: Part 1)                                       | James Burrows | Barry Kemp                                                   | 1978. november 28.   |
| 12.  | 12. | Az a nyolc-nulla-négyes 2. rész (Memories of Cab 804: Part 2)                                       | James Burrows | Barry Kemp                                                   | 1978. december 5.    |
| 13.  | 13. | Telt ház karácsonyra (A Full House for Christmas)                                                   | James Burrows | Barry Kemp                                                   | 1978. december 12.   |
| 14.  | 14. | Cukros néni (Sugar Mama)                                                                            | James Burrows | Glen Charles és Les Charles                                  | 1979. január 16.     |
| 15.  | 15. | Barátok (Friends)                                                                                   | James Burrows | Earl Pomerantz                                               | 1979. január 30.     |
| 16.  | 16. | A nagy elhatározás (Louie Sees the Light)                                                           | James Burrows | Ruth Bennett                                                 | 1979. február 6.     |
| 17.  | 17. | Elaine és a sánta kacsa (Elaine and the Lame Duck)                                                  | James Burrows | Glen Charles és Les Charles                                  | 1979. február 13.    |
| 18.  | 18. | Bobby nagy áttörése (Bobby's Big Break)                                                             | James Burrows | Barry Kemp                                                   | 1979. február 15.    |
| 19.  | 19. | Gravas mamája (Mama Gravas)                                                                         | James Burrows | Glen Charles és Les Charles                                  | 1979. február 27.    |
| 20.  | 20. | Alex megkóstolja a halált, és talál egy jó éttermet (Alex Tastes Death and Finds a Nice Restaurant) | James Burrows | Michael Leeson                                               | 1979. március 6.     |
| 21.  | 21. | Hollywood hívása (Hollywood Calling)                                                                | James Burrows | Glen Charles és Les Charles                                  | 1979. május 8.       |
| 22.  | 22. | Pót papa (Substitute Father)                                                                        | James Burrows | Barry Kemp                                                   | 1979. május 15.      |

### 2. évad (1979–1980)
| Sor. | Év. | Cím                                                                        | Rendező        | Író                                                                                | Premier              |
| ---- | --- | -------------------------------------------------------------------------- | -------------- | ---------------------------------------------------------------------------------- | -------------------- |
| 23.  | 1.  | Louie és a rendes lány (Louie and the Nice Girl)                           | James Burrows  | Earl Pomerantz                                                                     | 1979. szeptember 11. |
| 24.  | 2.  | Tiszteld apádat! (Honor Thy Father)                                        | James Burrows  | Glen Charles és Les Charles                                                        | 1979. szeptember 18. |
| 25.  | 3.  | Jim tiszteletes a súlytalanság állapotában (Reverend Jim: A Space Odyssey) | James Burrows  | Glen Charles és Les Charles                                                        | 1979. szeptember 25. |
| 26.  | 4.  | Nardo felenged (Nardo Loses Her Marbles)                                   | James Burrows  | Earl Pomerantz                                                                     | 1979. október 2.     |
| 27.  | 5.  | Miért vagy te Bobby? (Wherefore Art Thou Bobby?)                           | James Burrows  | Barry Kemp                                                                         | 1979. október 16.    |
| 28.  | 6.  | Angela Matusa lágyabb oldala (The Lighter Side of Angela Matusa)           | James Burrows  | Earl Pomerantz                                                                     | 1979. október 23.    |
| 29.  | 7.  | Keresd a nőt! (A Woman Between Friends)                                    | James Burrows  | Ken Estin                                                                          | 1979. október 30.    |
| 30.  | 8.  | A nagy verseny (The Great Race)                                            | James Burrows  | Glenn Gordon Caron                                                                 | 1979. november 6.    |
| 31.  | 9.  | A kégli (The Apartment)                                                    | James Burrows  | Barry Rubinowitz                                                                   | 1979. november 13.   |
| 32.  | 10. | Alex kalandja (Alex's Romance)                                             | Ed. Weinberger | Ian Praiser és Howard Gewirtz                                                      | 1979. november 20.   |
| 33.  | 11. | Latka lázadása (Latka's Revolting)                                         | James Burrows  | Glen Charles és Les Charles                                                        | 1979. november 27.   |
| 34.  | 12. | Elaine titkos csodálója (Elaine's Secret Admirer)                          | James Burrows  | Barry Kemp                                                                         | 1979. december 4.    |
| 35.  | 13. | Louie-t bemutatják (Louie Meets the Folks)                                 | James Burrows  | Barry Kemp                                                                         | 1979. december 11.   |
| 36.  | 14. | Jim és Blöki (Jim Gets a Pet)                                              | James Burrows  | David Lloyd                                                                        | 1979. december 18.   |
| 37.  | 15. | A renitens harcos (The Reluctant Fighter)                                  | James Burrows  | Ken Estin                                                                          | 1979. december 25.   |
| 38.  | 16. | Tony és Brian (Tony and Brian)                                             | James Burrows  | Ken Estin                                                                          | 1980. január 8.      |
| 39.  | 17. | Találd ki, ki jön a Brefnishért (Guess Who's Coming for Brefnish)          | James Burrows  | Barry Kemp                                                                         | 1980. január 15.     |
| 40.  | 18. | Milyen áron Bobby? (What Price Bobby?)                                     | James Burrows  | Ken Estin                                                                          | 1980. január 22.     |
| 41.  | 19. | Lezárás 1. rész (Shut It Down: Part 1)                                     | James Burrows  | Történet: Mark Jacobson és Michael Tolkin Tévéjáték: Howard Gewirtz és Ian Praiser | 1980. január 29.     |
| 42.  | 20. | Lezárás 2. rész (Shut It Down: Part 2)                                     | James Burrows  | Howard Gewirtz és Ian Praiser                                                      | 1980. február 5.     |
| 43.  | 21. | Alex kiugrik egy repülőgépből (Alex Jumps Out of an Airplane)              | James Burrows  | Ken Estin                                                                          | 1980. február 26.    |
| 44.  | 22. | Művészeti munka (Art Work)                                                 | James Burrows  | Glen Charles és Les Charles                                                        | 1980. március 4.     |
| 45.  | 23. | A képzeletbeli kerület 1. rész (Fantasy Borough: Part 1)                   | James Burrows  | Barry Kemp                                                                         | 1980. május 6.       |
| 46.  | 24. | A képzeletbeli kerület 2. rész (Fantasy Borough: Part 2)                   | James Burrows  | Barry Kemp                                                                         | 1980. május 13.      |

### 3. évad (1980–1981)
| Sor. | Év. | Cím                                                    | Rendező        | Író                               | Premier            |
| ---- | --- | ------------------------------------------------------ | -------------- | --------------------------------- | ------------------ |
| 47.  | 1.  | Louie riválisa (Louie's Rival)                         | James Burrows  | Ken Estin                         | 1980. november 19. |
| 48.  | 2.  | Jim randevúzik (Tony's Sister and Jim)                 | James Burrows  | Michael Leeson                    | 1980. november 26. |
| 49.  | 3.  | Az örömapa (Fathers of the Bride)                      | James Burrows  | Barry Kemp                        | 1980. december 3.  |
| 50.  | 4.  | Szokatlan háromszög (Elaine's Strange Triangle)        | James Burrows  | David Lloyd                       | 1980. december 10. |
| 51.  | 5.  | Ismét otthon (Going Home)                              | James Burrows  | Glen Charles és Les Charles       | 1980. december 17. |
| 52.  | 6.  | Tízszázalékos haszon (The Ten-Percent Solution)        | James Burrows  | Pat Allee                         | 1981. január 7.    |
| 53.  | 7.  | A vadon szava (Call of the Mild)                       | James Burrows  | Katherine Green                   | 1981. január 21.   |
| 54.  | 8.  | Latka öröksége (Latka's Cookies)                       | James Burrows  | Glen Charles és Les Charles       | 1981. február 5.   |
| 55.  | 9.  | A főnök felesége (Thy Boss's Wife)                     | James Burrows  | Ken Estin                         | 1981. február 12.  |
| 56.  | 10. | Jelmezbálban (The Costume Party)                       | James Burrows  | David Lloyd                       | 1981. február 19.  |
| 57.  | 11. | Elaine iskolatársa (Elaine's Old Friend)               | Jeff Chambers  | Susan Jane Lindner és Nancy Lane  | 1981. február 26.  |
| 58.  | 12. | A kibokszolt bokszoló (Out of Commission)              | James Burrows  | Sam Simon                         | 1981. március 12.  |
| 59.  | 13. | A tökéletes taxisofőr (Zen and the Art of Cab Driving) | Will Mackenzie | Glen Charles és Les Charles       | 1981. március 19.  |
| 60.  | 14. | Mama csak egy van (Louie's Mother)                     | James Burrows  | Katherine Green                   | 1981. március 26.  |
| 61.  | 15. | Bobby lakótársa (Bobby's Roommate)                     | James Burrows  | Earl Pomerantz                    | 1981. április 9.   |
| 62.  | 16. | Louie balesete (Louie Bumps Into an Old Lady)          | James Burrows  | David Lloyd                       | 1981. április 16.  |
| 63.  | 17. | Bobby és a kritikus (Bobby and the Critic)             | James Burrows  | Barry Kemp                        | 1981. április 30.  |
| 64.  | 18. | Állásvadászat 1. rész (On the Job: Part 1)             | James Burrows  | Dennis Danzinger és Ellen Sandler | 1981. május 7.     |
| 65.  | 19. | Állásvadászat 2. rész (On the Job: Part 2)             | James Burrows  | Dennis Danzinger és Ellen Sandler | 1981. május 14.    |
| 66.  | 20. | Latka, a playboy (Latka the Playboy)                   | James Burrows  | Glen Charles és Les Charles       | 1981. május 21.    |

### 4. évad (1981–1982)
| Sor. | Év. | Cím                                                            | Rendező         | Író                                                                    | Premier            |
| ---- | --- | -------------------------------------------------------------- | --------------- | ---------------------------------------------------------------------- | ------------------ |
| 67.  | 1.  | Jim, a médium (Jim the Psychic)                                | James Burrows   | Történet: Holly Holmberg Brooks Tévéjáték: Barry Kemp                  | 1981. október 8.   |
| 68.  | 2.  | Irány Európa (Vienna Waits)                                    | Howard Storm    | Ken Estin                                                              | 1981. október 15.  |
| 69.  | 3.  | A két Alex (Mr. Personalities)                                 | Howard Storm    | Ian Praiser és Howard Gewirtz                                          | 1981. október 22.  |
| 70.  | 4.  | Jim és a televízió (Jim Joins the Network)                     | Noam Pitlik     | David Lloyd                                                            | 1981. október 29.  |
| 71.  | 5.  | Louie félrelépése (Louie's Fling)                              | James Burrows   | Sam Simon                                                              | 1981. november 5.  |
| 72.  | 6.  | Apa és fia (Like Father, Like Son)                             | James Burrows   | David Lloyd                                                            | 1981. november 12. |
| 73.  | 7.  | A mama esküvője (Louie's Mom Remarries)                        | James Burrows   | Earl Pomerantz                                                         | 1981. november 19. |
| 74.  | 8.  | Fiatalon (Fledgling)                                           | James Burrows   | Ken Estin                                                              | 1981. november 26. |
| 75.  | 9.  | Tony, a menedzser (Of Mice and Tony)                           | James Burrows   | Glen Charles és Les Charles                                            | 1981. december 10. |
| 76.  | 10. | Louie, a kukkoló (Louie Goes Too Far)                          | Michael Lessac  | Danny Kallis                                                           | 1981. december 17. |
| 77.  | 11. | Louie és a világvége (I Wanna Be Around)                       | James Burrows   | Glen Charles és Les Charles                                            | 1982. január 7.    |
| 78.  | 12. | Ajándék Bobbynak (Bobby Doesn't Live Here Anymore)             | James Burrows   | Glen Charles és Les Charles                                            | 1982. január 14.   |
| 79.  | 13. | Alex rajongója (Nina Loves Alex)                               | Joan Darling    | David Lloyd                                                            | 1982. január 21.   |
| 80.  | 14. | Tony szerelme (Tony's Lady)                                    | Michael Zinberg | Ken Estin                                                              | 1982. január 28.   |
| 81.  | 15. | Simka visszatér (Simka Returns)                                | Michael Zinberg | Howard Gewirtz és Ian Praiser                                          | 1982. február 4.   |
| 82.  | 16. | Jim és a kölyök (Jim and the Kid)                              | Michael Zinberg | David Lloyd                                                            | 1982. február 11.  |
| 83.  | 17. | Fogadd el a volt feleségemet, kérlek (Take My Ex-Wife, Please) | Noam Pitlik     | Ian Praiser és Howard Gewirtz                                          | 1982. február 18.  |
| 84.  | 18. | A legbarátságtalanabb vágás (The Unkindest Cut)                | Noam Pitlik     | Történet: Barbara Duncan és Holly Holmberg Brooks Tévéjáték: Sam Simon | 1982. február 25.  |
| 85.  | 19. | Tony visszatérése (Tony's Comeback)                            | Michael Lessac  | Sam Simon                                                              | 1982. március 4.   |
| 86.  | 20. | Elegáns Iggy (Elegant Iggy)                                    | Noam Pitlik     | Ken Estin                                                              | 1982. március 18.  |
| 87.  | 21. | Latka és Simka esküvője (The Wedding of Latka and Simka)       | James Burrows   | Howard Gewirtz és Ian Praiser                                          | 1982. március 25.  |
| 88.  | 22. | Étel két személyre (Cooking for Two)                           | James Burrows   | Ken Estin és Sam Simon                                                 | 1982. április 8.   |
| 89.  | 23. | A járhatatlan út 1. rész (The Road Not Taken: Part 1)          | James Burrows   | Ken Estin és Sam Simon                                                 | 1982. április 29.  |
| 90.  | 24. | A járhatatlan út 2. rész (The Road Not Taken: Part 2)          | James Burrows   | Ian Praiser és Howard Gewirtz                                          | 1982. május 6.     |

### 5. évad (1982–1983)
| Sor. | Év. | Cím                                                              | Rendező         | Író                                                                           | Premier              |
| ---- | --- | ---------------------------------------------------------------- | --------------- | ----------------------------------------------------------------------------- | -------------------- |
| 91.  | 1.  | Szeretem az amerika ellenes stílust (Love Un-American Style)     | Noam Pitlik     | Ken Estin és Sam Simon                                                        | 1982. szeptember 30. |
| 92.  | 2.  | Jim öröklése (Jim's Inheritance)                                 | Noam Pitlik     | Ken Estin                                                                     | 1982. október 7.     |
| 93.  | 3.  | Alex leszáll a kocsiról (Alex Goes Off the Wagon)                | Noam Pitlik     | Danny Kallis                                                                  | 1982. október 14.    |
| 94.  | 4.  | Beállított házasság 1. rész (Scenskees from a Marriage: Part 1)  | Noam Pitlik     | Howard Gewirtz és Ian Praiser                                                 | 1982. október 21.    |
| 95.  | 5.  | Beállított házasság 2. rész (Scenskees from a Marriage: Part 2)  | Noam Pitlik     | Howard Gewirtz és Ian Praiser                                                 | 1982. október 28.    |
| 96.  | 6.  | Bűn és büntetés (Crime and Punishment)                           | Stan Daniels    | Katherine Green                                                               | 1982. november 4.    |
| 97.  | 7.  | Alex a beosztott (Alex the Gofer)                                | Michael Lessac  | David Lloyd                                                                   | 1982. november 11.   |
| 98.  | 8.  | Louie bosszúja (Louie's Revenge)                                 | Stan Daniels    | Sam Simon                                                                     | 1982. november 18.   |
| 99.  | 9.  | Utazás apámmal (Travels with My Dad)                             | Michael Zinberg | Barton Dean                                                                   | 1982. november 25.   |
| 100. | 10. | Elaine és a szerzetes (Elaine and the Monk)                      | Danny DeVito    | David Lloyd                                                                   | 1982. december 2.    |
| 101. | 11. | Zena nászútja (Zena's Honeymoon)                                 | Richard Sakai   | David Lloyd                                                                   | 1982. december 9.    |
| 102. | 12. | Túlélni az ünnepeket (Get Me Through the Holidays)               | Michael Zinberg | Ken Estin és Sam Simon                                                        | 1982. december 16.   |
| 103. | 13. | Louie beköltözik a városba (Louie Moves Uptown)                  | Michael Zinberg | David Lloyd                                                                   | 1983. január 22.     |
| 104. | 14. | Alex régi barátja (Alex's Old Buddy)                             | Richard Sakai   | Ken Estin és Sam Simon                                                        | 1983. január 29.     |
| 105. | 15. | Sugar Ray Nardo (Sugar Ray Nardo)                                | Danny DeVito    | Katherine Green                                                               | 1983. február 5.     |
| 106. | 16. | Taxi ünnepség 1. rész (A Taxi Celebration Part 1)                | ismeretlen      | ismeretlen                                                                    | 1983. március 23.    |
| 107. | 17. | Taxi ünnepség 2. rész (A Taxi Celebration Part 2)                | ismeretlen      | ismeretlen                                                                    | 1983. március 23.    |
| 108. | 18. | Alexet megégeti egy régi láng (Alex Gets Burned by an Old Flame) | Harvey Miller   | Barton Dean                                                                   | 1983. március 30.    |
| 109. | 19. | Louie és a vak lány (Louie and the Blind Girl)                   | Noam Pitlik     | Történet: Larry Scott Anderson Tévéjáték: Ken Estin, Sam Simon és Al Aidekman | 1983. április 6.     |
| 110. | 20. | Arnie találkozik a gyerekekkel (Arnie Meets the Kids)            | Richard Sakai   | John Markus                                                                   | 1983. április 13.    |
| 111. | 21. | Tony barátnője (Tony's Baby)                                     | Richard Sakai   | Dari Daniels                                                                  | 1983. április 20.    |
| 112. | 22. | Jim kocsmája (Jim's Mario's)                                     | Danny DeVito    | Ken Estin és Sam Simon                                                        | 1983. május 18.      |
| 113. | 23. | Nagy gesztus (A Grand Gesture)                                   | Noam Pitlik     | Ken Estin és Sam Simon                                                        | 1983. május 25.      |
| 114. | 24. | Simka havilapjai (Simka's Monthlies)                             | Harvey Miller   | Holly Holmberg Brooks                                                         | 1983. június 15.     |